# Марсианско земетресение
Марсианското земетресение е теоретично природно явление като земетресение, което разтърсва повърхността или вътрешността на Марс. Получава се в резултат на внезапно освобождаване на енергия във вътрешността на планетата, при движението на тектоничните плочи, както е при Земята, или от горещи точки като например Олимп Мос или Тарсис Монтес. Идентифицирането и анализът на марсианските земетресения може да бъде поучителен за наблюдения на вътрешната структура на Марс, както и да определи дали все още някои вулкани са активни, или не.
|  | Тази страница частично или изцяло представлява превод на страницата Marsquake в Уикипедия на английски. Оригиналният текст, както и този превод, са защитени от Лиценза „Криейтив Комънс – Признание – Споделяне на споделеното“, а за съдържание, създадено преди юни 2009 година – от Лиценза за свободна документация на ГНУ. Прегледайте историята на редакциите на оригиналната страница, както и на преводната страница, за да видите списъка на съавторите. ВАЖНО: Този шаблон се отнася единствено до авторските права върху съдържанието на статията. Добавянето му не отменя изискването да се посочват конкретни източници на твърденията, които да бъдат благонадеждни. |